# HŠK Zrinjski Mostar
Hrvatski športski klub Zrinjski Mostar hrvatski je nogometni klub iz Mostara. Dio je sportskoga društva Zrinjski Mostar. Natječe se u Premijer ligi Bosne i Hercegovine. Domaće utakmice igra na stadionu HŠK Zrinjski. Klupski nadimak je Plemići. 
Zrinjski je s devet osvojenih nogometnih prvenstava Bosne i Hercegovine najuspješniji nogometni klub u Bosni i Hercegovini.
Ne postoji konzensus oko godine osnutka kluba. Nakon Drugog svjetskog rata, tijekom kojeg se natjecao u nogometnom sustavu tadašnje Nezavisne Države Hrvatske, poslijeratne su komunističke vlasti Zrinjskom zabranile rad. Klub je obnovljen 1992. godine. Igrao je u prvenstvu Hrvatske Republike Herceg-Bosne do 2000. godine kada je pristupio Premijer ligi Federaciji Bosne i Hercegovine. U sezoni 2004./05. Premijer lige Bosne i Hercegovine Zrinjski je osvojio svoju prvu titulu prvaka Bosne i Hercegovine.
Najveći rival Zrinjskog je FK Velež, klub iz istočnog dijela grada Mostara. Rivalstvo između ta dva kluba počelo je 1922. godine kada je osnovan Velež. U novije vrijeme, prvi derbi je odigran 2000. godine u Sarajevu, a rezultat je bio 2:2.

## Povijest

### Do 1945.
Klub sebe smatra najstarijim nogometnim klubom u Bosni i Hercegovini te za godinu osnutka navodi 1905. Povijesni izvori ne slažu se oko godine osnutka. Album nogometnih klubova Jugoslavije iz 1925. navodi da Zrinjski postoji od 1922. te da je nastao od prethodnog kluba zvanog Velebit. Izvještaj Jugoslovenskog nogometnog saveza iz 1932. tvrdi da je osnovan 1919. Također tvrdi da nije najstariji klub koji je 1932. bio član Sarajevskog nogometnog podsaveza. Među starijim klubovima navodi sarajevske klubove Slavija (1908.), SAŠK (1910.) i Hajduk (1912.), mostarski JŠK (1918.). Za Uskok iz Čapljine navodi da je također osnovan 1919. Među starijim bosanskohercegovačkim klubovima je i Sloboda iz Bosanskog Novog, član Zagrebačkog nogometnog podsaveza.
Godine 1905. osnovan je Đački športski klub koji je kasnije preimenovan u Gimnazijski omladinski klub Zrinjski. Zrinjski je djelovao do 1914. kada su ga zabranile vlasti prije izbijanja Prvog svjetskog rata.
Od 1917. u Mostaru ponovno postoje nogometni klubovi. Te godine osnovan je Hercegovac koji je kratkotrajno postojao. Za Hercegovac su igrali igrači bivših mostarskih klubova HROŠK i Zrinjski. U prosincu 1918., nedugo nakon završetka Prvog svjetskog rata osnovan je JŠK Mostar. Osnivači su bili članovi Srpskog športskog kluba, Srednjoškolskog kluba Jugoslavija i Zrinjskog, klubova koji su djelovali prije rata.
Zrinjski je obnovljen i registriran 1922. pod nazivom Hrvatski športski klub Zrinjski. Nastao je od prethodnog kluba Velebit.
Zrinjski je 4. listopada 1925. osvojio natjecanje mostarskih klubova za milenijski srebreni vrč koji je organiziran povodom druge mostarske proslave 1000. godišnjice Hrvatskog Kraljevstva. U finalu je remizirao s JŠK-om, no proglašen je osvajačem natjecanja nakon izvlačenja.
Klupska adresa 1932. bila je Napretkov konvikt.
Najuspješniji period u dotadašnjoj klupskoj povijesti bio je za vrijeme NDH. Zrinjski je 1941. bio četvrti u prvenstvu NDH, a  1942. drugi u skupini bosanskohercegovačkih klubova.
Zabranjen je 1945. dolaskom komunista na vlast.

### Od 1992.
Obnovljen je 4. kolovoza 1992. Prvu utakmicu odigrao je 30. rujna 1992. na Gospinom dolcu u Imotskom. Croatia Zmijavci dobila je Zrinjski 2:1.  U sezoni 1993./94. bio je doprvak prvog izdanja Prve nogometne lige Herceg-Bosne. Isti uspjeh ponovio je u sezoni 1997./98.
U europskim natjecanjima prvi put je igrao u 1. kolu UEFA Intertoto kup 2000. Tada je ispao od švedskog kluba Västra Frölunda.
Zrinjski je svoj prvi naslov Premijer lige Bosne i Hercegovine osvojio u sezoni 2004./05. Iduće sezone prvi put je igrao u kvalifikacijama UEFA Lige prvaka. Ispao je od luksemburškog kluba F91 Dudelange.

## Osvojeni trofeji
- Premijer liga Bosne i Hercegovine: 
  - Prvak (9): 2004./05., 2008./09., 2013./14., 2015./16., 2016./17., 2017./18., 2021./22., 2022./23., 2024./25.

- Nogometni kup Bosne i Hercegovine:
  - Osvajač (3): 2007./08., 2022./23., 2023./24.

- Nogometni superkup Bosne i Hercegovine:
  - Osvajač (1): 2023./24.

## Navijači
Od 1994. godine počinje organizirano navijanje za klub. Tada su se oni najvatreniji navijači udružili u Klub navijača "Ultras-Zrinjski" Mostar. Od svoga osnutka, Ultrasi bodre i prate Zrinjski na domaćim i gostujućim utakmicama. Ultrasi su uzeli ime prema navijačkom pokretu Ultrasa u europskom nogometu. Službena pjesma Ultrasa, navijača HŠK Zrinjskog, je "Gori brate", a svoj klub bodre s istočne tribine stadiona HŠK Zrinjski – Stajanja. Ultrasi od 2000. godine dodjeljuju nagradu za najboljeg igrača sezone koja od sezone 2003./04. Premijer lige Bosne i Hercegovine nosi ime "Filip Šunjić – Pipa" u spomen na tragično preminulog navijača Zrinjskog. Trofej se prije toga nazivao "Zrinjevac".

## Stadion
HŠK Zrinjski svoje nogometne utakmice igra na Stadionu pod Bijelim Brijegom, koji je nakon rata dobio novo ime – Stadion HŠK Zrinjski. To je višenamjenski stadion koji je izgrađen 1971. godine. Ima atletsku stazu i rasvjetu, tako da se na njemu mogu igrati i noćne utakmice. Stadion može primiti 25.000 gledatelja. Danas ima 9000 sjedećih mjesta. Od toga 800 natkrivenih. Stadion ima dvije tribine zapadnu (gornju i donju) i istočnu (Stajanje).
U vrijeme izgradnje stadiona "Pod Bijelim Brijegom" (1960-ih) HŠK Zrinjski je bio odlukom komunističkih vlasti zabranjen, te samim tim nije mogao igrati utakmice na stadionu, a 1993. FK Velež je primoran igrati utakmice na Stadionu u Vrapčićima. U posljednjem ratu u Bosni i Hercegovini veliki dio arhiva FK Veleža koji se nalazio u zgradi uprave je uništen, kao i mnogi trofeji, plakete i ostala vrijedna dokumentacija, a sam stadion pretrpio je nekolika granatiranja, Odlukama gradskih vlasti, HŠK Zrinjski igra na svome stadionu koji službeno nosi naziv "Stadion HŠK Zrinjski". FK Velež već dugo vremena traži povratak na stadion, no dosad im to nije dopušteno.

## Rivali

### Velež
Najveći rival Zrinjskog je Velež. Rivalstvo između Veleža i Zrinjskog počelo je 1922. godine, kada je osnovan Velež. Tijekom 1920-ih i 1930-ih odigrano je nekoliko susreta između Zrinjskog i Veleža, a uspješniji je bio Zrinjski. Dok je Zrinjskom bio zabranjen rad (1945. – 1992.), Velež je bio uspješan klub u Jugoslaviji. Za Velež su navijali Mostarci koji su pripadali svim narodima, a Veležovih navijača je bilo diljem Bosne i Hercegovine. Obnovom Zrinjskog 1992. godine, Velež je ostao bez velike igračke osnovice. Danas za Zrinjski navijaju Hrvati iz Mostara i njegove okolice te Srbi i Bošnjaci nastanjeni u hrvatskom dijelu grada. Zrinjski svoje navijače ima i u ostatku doline rijeke Neretve, gdje su nastanjeni Hrvati, a za Velež navijaju mostarski Bošnjaci i neki Srbi i uz činjenicu da ratne rane još nisu zacijelile i to je jedan od razloga zašto je ovaj derbi popraćen neredima i nasiljem. 
Prvi put nakon 55 godina, Zrinjski i Velež su odigrali prijateljsku utakmicu. Bilo je to 1. ožujka 2000., a rezultat je bio 2:2. Prvu službenu utakmicu, Zrinjski i Velež su odigrali 13. kolovoza iste godine, kada je Zrinjski na svom stadionu slavio s 2:0. Od tada Zrinjski i Velež igraju jedan od najvećih derbija u Bosni i Hercegovini u okviru Premijer lige, a derbi se nije igrao od sezone 2003./04. do 2006./07. jer je Velež tada igrao u Prvoj ligi Federacije Bosne i Hercegovine.
Navijačke skupine:
- Navijači Zrinjskog Ultras-Zrinjski
- Navijači Veleža Red Army Mostar

Ultrasi su većinom Hrvati, a u Red Armyju su većinom Bošnjaci i neki Srbi. Sukobi i nesuglasice između ovih dviju navijačkih skupina pojačavaju se samim time da su Ultrasi desno orijentirani te da se na utakmicama Zrinjskog mogu vidjeti zastave Herceg-Bosne i hrvatska nacionalna obilježja. Red Army je od nekadašnje prijeratne lijeve političke orijentacije, kad su za Velež navijali svi Mostarci bez obzira na nacionalnu pripadnost, danas postao desno orijentirana navijačka skupina. To se ogleda u nošenju bošnjačkih nacionalnih i islamskih vjerskih obilježja, vjerskih poklika pri navijanju te čak vjerskim islamskim pozdravljanjem službenog spikera na Veležovom stadionu.

### Ostali rivali
Ostali veći rivali Zrinjskog su sarajevski klubovi FK Željezničar i FK Sarajevo. 
Hercegovački derbi igra se između Zrinjskog i Širokog Brijega. Rivalstvo između ovih dvaju klubova počelo je u Prvoj nogometnoj ligi Herceg-Bosne.

## Zrinjski u međunarodnim natjecanjima
Ažurirano 30. kolovoza 2024.
| natjecanje                    | ukupno | pobjeda | nerješeno | poraz | postignuti golovi | primljeni golovi | pobjede (%) |
| ----------------------------- | ------ | ------- | --------- | ----- | ----------------- | ---------------- | ----------- |
| UEFA Liga prvaka              | 18     | 3       | 6         | 9     | 11                | 25               | 16,67       |
| Kup UEFA / UEFA Europska liga | 37     | 17      | 8         | 12    | 64                | 53               | 55,95       |
| UEFA Konferencijska liga      | 19     | 7       | 2         | 10    | 20                | 30               | 36,84       |
| UEFA Intertoto kup            | 6      | 2       | 2         | 2     | 8                 | 7                | 33,33       |
| ukupno                        | 79     | 29      | 18        | 32    | 103               | 111              | 36,70       |

## Rekordi

### Igrači s najviše nastupa
Zadnji put ažurirano 8. ožujka 2025.
| #   | Igrač                | Nastupa |
| --- | -------------------- | ------- |
| 1.  | Nemanja Bilbija      | 270     |
| 2.  | Slobodan Jakovljević | 258     |
| 3.  | Pero Stojkić         | 257     |
| 4.  | Hrvoje Barišić       | 227     |
| 5.  | Mario Ivanković      | 210     |
| 6.  | Velibor Đurić        | 202     |
| 7.  | Krešimir Kordić      | 189     |
| 8.  | Marin Aničić         | 184     |
| 9.  | Igor Žuržinov        | 182     |
| 10. | Josip Ćorluka        | 173     |

### Igrači s najviše pogodaka
Zadnji put ažurirano 8. ožujka 2025.
| #   | Igrač            | Pogodaka |
| --- | ---------------- | -------- |
| 1.  | Nemanja Bilbija  | 162      |
| 2.  | Krešimir Kordić  | 75       |
| 3.  | Mario Ivanković  | 56       |
| 4.  | Miloš Filipović  | 40       |
| 5.  | Mladen Žižović   | 33       |
| 6.  | Zoran Rajović    | 32       |
| 7.  | Mario Ćuže       | 31       |
| 8.  | Velibor Đurić    | 29       |
| 9.  | Ognjen Todorović | 28       |
| 10. | Stevo Nikolić    | 27       |

## Pregled sastava po sezonama
Izvor:
| Sezona    | Igrači | Trener(i)                                                         |
| --------- | --- | ----------------------------------------------------------------- |
| 1993./94. | Igor Antunović, Drago Bokšić, Slaven Musa, Tihomir Bogdan, Tihomir Skoko, Blaž Slišković, Dario Šoše, Dragan Tabak, Ninoslav Kordić, Miodrag Akmadžić, Dario Buhovac, Dalibor Cvitanović, Denis Zovko, Marinko Knezović, Dalibor Pušić, Mario Bazina, Mario Ivanković, Antonio Markotić, Vlado Topić | Miroslav Kordić                                                   |
| 1994./95. | Drago Bokšić, Nenad Melher, Dražen Melo, Tomo Kokalović, Antonio Markotić, Vlado Topić, Berislav Markotić, Denis Hrkać, Dalibor Papac, Žani Buhovac, Dario Buhovac, Branko Kolobara, Dario Šoše, Jadranko Puce, Nedjeljko Čutura, Slaven Suton, Daromir Krtalić, Ladislav Jurić, Dalibor Pušić, Dražan Miloš, Dražen Milas, Boris Knežević, Franjo Zovko, Dalibor Šilić, Ivan Glibić, Davor Ramljak, Slobodan Brkić, Josip Jurković | Miroslav Kordić, Jozo Zelenika                                    |
| 1995./96. | Vladimir Vasilj, Nikola Marić, Antonio Markotić, Željko Šutić, Denis Hrkać, Ladislav Jurić, Zoran Prusina, Dalibor Cvitanović, Josip Jurković, Jure Kordić, Zoran Prskalo, Branko Kolobara, Dražen Milas, Frenki Ćorić, Mario Prskalo, Radoslav Čule, Ivan Glibić, Tiho Vrgoč, Žani Buhovac, Valentin Karlušić, Elvis Ćorić, Ivan Bubalo, Slobodan Brkić, Mario Martinović, Vedran Barbarić, Sandro Avmedovski, Dario Prce, Branimir Lauš, Dalibor Mavrak | Mirko Gašić, Franjo Vladić                                        |
| 1996./97. | Denis Miloš, Nikola Marić, Tihomir Skoko, Damir Vučić, Ivica Ravlić, Dalibor Cvitanović, Nenad Gagro, Ante Marijanović, Denis Zovko, Vatroslav Medić, Branimir Lauš, Zoran Prskalo, Slaven Kvesić, Ivan Bubalo, Elvis Ćorić, Davor Marković, Žani Buhovac, Mladen Jurić, Zoran Čuljak, Ivica Čović, Tihomir Miličević, Antonio Markotić, Ivan Glibić, Josip Jurković, Slobodan Brkić | Miroslav Kordić, Žarko Barbarić                                   |
| 1997./98. | Nikola Marić, Igor Antunović, Tihomir Skoko, Teo Krešić, Zoran Prskalo, Ivica Ravlić, Saša Papac, Nenad Gagro, Mario Perić, Slaven Musa, Tihomir Bogdan, Mario Prskalo, Ivan Bubalo, Denis Zovko, Ante Marijanović, Mario Ivanković, Blaž Slišković, Josip Jurković, Vatroslav Medić, Branimir Lauš, Husein Rebac, Filip Zovko, Zoran Čuljak, Elvis Ćorić, Boris Knežević | Franjo Džidić                                                     |
| 1998./99. | Dinko Terkeš, Igor Melher, Goran Pandža, Antonio Markotić, Tihomir Skoko, Goran Mladina, Silvio Bubalo, Teo Krešić, Draženko Krmek, Slaven Musa, Tihomir Bogdan, Branko Puljić, Renato Marković, Mario Pupić, Joško Farac, Ante Marijanović, Ives Čakarun, Draženko Bogdan, Boris Knežević, Ninoslav Kordić, Dalibor Šilić, Marinko Knezović, Dario Prce, Vjekoslav Sušac, Armin Džinović, Krunoslav Rezdeušek, Elvis Ćorić | Blaž Slišković, Dalibor Cvitanović                                |
| 1999./00. | Dinko Terkeš, Toni Jurjev, Feđa Kulaglić, Tihomir Skoko, Mirko Vranješ, Silvio Bubalo, Teo Krešić, Slaven Musa, Tihomir Bogdan, Goran Karabeg, Elvis Margeta, Dario Prce, Pero Kapčević, Mario Pupić, Joško Farac, Ante Marijanović, Ives Čakarun, Draženko Bogdan, Dejan Džepina, Velimir Raspudić, Ninoslav Kordić, Kenan Lizde, Leon Buhić, Berislav Miloš, Armin Džinović, Vjekoslav Sušac, Dalibor Stojkić | Dalibor Cvitanović, Vladimir Skočajić                             |
| 2000./01. | Ivica Matas, Toni Jurjev, Feđa Kulaglić, Goran Pandža, Krešimir Kordić, Slaven Musa, Tihomir Bogdan, Teo Krešić, Kenan Lizde, Tihomir Skoko, Ante Marijanović, Silvio Bubalo, Nedjeljko Jurić, Ivica Ravlić, Draženko Krmek, Ives Čakarun, Armando Marenzi, Armin Džinović, Elvis Margeta, Ivan Bubalo, Joško Farac, Draženko Bogdan, Leon Buhić, Dalibor Stojkić, Goran Karabeg, Dario Prce, Berislav Miloš, Ivan Babić, Krunoslav Rezdeušek, Ninoslav Kordić, Slađan Filipović, Oliver Jurišić, Anđelko Kvesić, Mario Ćosić, Dubravko Orlović, Karlo Stjepić, Omar Šunje, Hrvoje Perković, Edi Vulić, Hrvoje Erceg                                                           | Vladimir Skočajić, Ronald Hrkać, Žarko Barbarić, Vjeran Simunić   |
| 2001./02. | Ivica Matas, Fedja Kulaglić, Ivica Ravlić, Slaven Musa, Tihomir Bogdan, Majkl Proleta, Silvio Bubalo, Jure Kordić, Žani Buhovac, Teo Krešić, Draženko Krmek, Ives Čakarun, Mario Pupić, Denis Zovko, Ante Tole, Kenan Lizde, Besart Cecelija, Ivan Babić, Armando Marenzi, Nedjeljko Jurić, Krešimir Kordić, Dubravko Orlović, Želimir Terkeš, Vjekoslav Sušac, Darjan Jurić, Vedran Rozić, Goran Karabeg, Armin Džinović, Omar Šunje, Dalibor Stojkić, Danijel Jurić | Vjeran Simunić, Dalibor Cvitanović, Ivica Barbarić                |
| 2002./03. | Nenad Džidić, Feđa Kulaglić, Dražen Šuman, Draženko Krmek, Silvio Bubalo, Pero Kapčević, Žani Buhovac, Elvis Margeta, Ivan Matić, Tomislav Brnadić, Majkl Proleta, Ante Tole, Teo Krešić, Boris Džidić, Ivan Babić, Dario Prce, Armando Marenzi, Dario Jelčić, Mario Pupić, Mario Ivanković, Kenan Lizde, Denis Zovko, Ives Čakarun, Stipe Ivić, Dubravko Orlović, Mario Goluža, Vladimir Slišković, Želimir Terkeš, Nedjeljko Jurić, Armin Džinović, Dalibor Stojkić, Rino Medić, Boris Marić | Dalibor Cvitanović, Stjepan Čordaš, Ivica Barbarić, Franjo Džidić |
| 2003./04. | Nikola Marić, Feđa Kulaglić, Elvis Margeta, Boris Tomas, Draženko Krmek, Ivica Džidić, Majkl Proleta, Velimir Vidić, Nusret Muslimović, Boris Džidić, Tomislav Brnadić, Valter de Costa Ricardo, Žani Buhovac, Zoran Durmiš, Mario Benić, Mario Ćosić, Nikica Bule, Davor Landeka, Ivan Juras, Krešimir Zovko, Marko Janjetović, Luka Modrić, Kenan Lizde, Dario Jeličić, Daniel Jurić, Nedjeljko Jurić, Gilmar Xavier Barbosa, Armin Džinović, Paul Matas, Robert Regvar, Admir Joldić, Miljan Pecelj, Boris Marić | Franjo Džidić, Slaven Musa, Stjepan Deverić                       |
| 2004./05. | Romeo Mitrović, Nikola Marić, Ivica Džidić, Velimir Vidić, Semjon Milošević, Ivan Milas, Nusret Muslimović, Ricardo de Costa, Alvin Karadža, Mario Ćosić, Pero Stojkić, Ronald Miočić, Dušan Kerkez, Josip Papić, Predrag Šimić, Zajko Zeba, Sulejman Smajić, Davor Landeka, Anes Čardaklija, Zoran Rajović, Mislav Karoglan, Paul Matas, Admir Joldić, Miljan Pecelj, Boris Marić, Krešimir Kordić | Franjo Džidić                                                     |
| 2005./06. | Romeo Mitrović, Nikola Marić, Ivica Džidić, Velimir Vidić, Nenad Gagro, Ilija Prodanović, Damir Džidić, Teo Krešić, Alvin Karadža, Igor Žuržinov, Sulejman Smajić, Pero Stojkić, Denis Ćorić, Ricardo Walter de Costa, Mario Ćosić, Siniša Mulina, Josip Papić, Mladen Žižović, Demir Ramović, Davor Landeka, Velibor Đurić, Bulend Biščević, Vladimir Slišković, Ante Semren, Igor Antić, Boris Marić, Stanislav Vasilj, Admir Joldić, Krešimir Kordić, Lamine Diarra, Aleksandar Bajić, Rašid Avdić | Franjo Džidić, Blaž Slišković                                     |
| 2006./07. | Romeo Mitrović, Nikola Marić, Velimir Vidić, Ivica Džidić, Damir Džidić, Ilija Prodanović, Alvin Karadža, Nenad Gagro, Igor Žuržinov, Vladimir Branković, Staniša Nikolić, Dario Knezović, Davor Landeka, Velibor Đurić, Mladen Žižović, Sulejman Smajić, Ante Semren, Igor Antić, Vladimir Slišković, Bulend Biščević, Goran Jurić, Toni Pezo, Mario Ivanković, Josip Suton, Lamine Diarra, Krešimir Kordić, Admir Joldić, Matija Matko, Zoran Rajović | Blaž Slišković                                                    |
| 2007./08. | Romeo Mitrović, Nikola Marić, Staniša Nikolić, Mario Ivanković, Alvin Karadža, Igor Žuržinov, Ivica Džidić, Damir Džidić, Toni Šunjić, Marin Aničić, Sandro Krezić, Marko Bašić, Mateo Ćubela, Deni Vlaho, Semir Čilić, Toni Slišković, Vladimir Branković, Mladen Žižović, Davor Landeka, Velibor Đurić, Vlado Zadro, Toni Pezo, Sulejman Smajić, Josip Suton, Goran Jurić, Ivan Bubalo, Saša Dragičević, Kasim Zahirović, Toni Gagro, Danijel Ćulum, Vernes Selimović, Matija Matko, Zoran Rajović, Boško Peraica, Admir Joldić, Oliver Šakota | Blaž Slišković, Dragan Jović                                      |
| 2008./09. | Igor Melher, Stanko Marušić, Marko Sušac, Staniša Nikolić, Mario Ivanković, Toni Šunjić, Igor Žuržinov, Damir Džidić, Marin Aničić, Stanko Cvitković, Predrag Jurić, Ivo Zlatić, Josip Miloš, Jurica Puljiz, Mladen Žižović, Velibor Đurić, Ante Serdarušić, Igor Musa, Danijel Stojanović, Vernes Selimović, Mateo Sušić, Vlado Zadro, Ivan Šarac, Franjo Delić, Deni Vlaho, Ivan Bubalo, Pero Zovko, Krešimir Kordić, Miomir Vuković, Matija Matko, Oliver Tole | Dragan Jović                                                      |
| 2009./10. | Igor Melher, Adnan Hadžić, Goran Marković, Toni Šunjić, Mario Ivanković, Igor Žuržinov, Mateo Sušić, Marin Aničić, Josip Aničić, Stanko Cvitković, Semir Čilić, Stanley Afedzie, Igor Musa, Prince Bobby, Mladen Žižović, Vlado Zadro, Danijel Stojanović, Vernes Selimović, Pavle Sušić, Ivan Rezdeušek, Ivan Šarac, Josip Turić, William Etchu Tabi, Krešimir Kordić, Mate Dragičević, Mile Pehar | Dragan Jović                                                      |
| 2010./11. | Igor Melher, Adnan Hadžić, Marin Aničić, Damir Džidić, Mario Ivanković, Mirza Rizvanović, Marko Popović, Pero Stojkić, Toni Markić, Suvad Grabus, Toni Šunjić, Toni Gagro, Ivo Zlatić, Matej Bartulica, Josip Aničić, Ivan Puljić, Josip Sesar, Nemanja Stjepanović, Vlado Zadro, Vernes Selimović, Fenan Salčinović, Pavle Sušić, Levan Kutalia, Samir Duro, Pero Zovko, Hrvoje Miličević, Alek Đurić, Mladen Žižović, Mateo Bencun, Davor Martinović, Marko Rašo, Filip Arežina, Ivan Lendrić, Mile Pehar, Mate Dragičević, Ozren Perić, Ivan Barišić | Dragan Jović, Marijan Bloudek, Slaven Musa                        |
| 2011./12. | Igor Melher, Adnan Hadžić, Damir Džidić, Pero Stojkić, Marko Popović, Marin Aničić, Toni Markić, Toni Šunjić, Anto Radeljić, Josip Sesar, Mario Lamešić, Lazar Marjanović, Ivan Drežnjak, Mladen Žižović, Samir Duro, Tomislav Živko, Igor Žuržinov, Mile Pehar, Matej Rozić, Levan Kutalia, Hrvoje Miličević, Pavle Sušić, Filip Arežina, Kristijan Ivešić, Dario Krišto, Milan Muminović, Elvis Bibić, Vlado Zadro, Phil Jackson, Amer Bekić | Slaven Musa, Dragan Perić                                         |
| 2012./13. | Igor Melher, Adnan Hadžić, Nikola Vasilj, Pero Stojkić, Josip Sesar, Marin Aničić, Igor Žuržinov, Goran Marković, Anto Radeljić, Ante Čilić, Gligor Gligorov, Daniel Graovac, Josip Lisica, Marko Odak, Ivan Crnov, Luka Brlenić, Velibor Đurić, Vučina Šćepanović, Filip Arežina, Hrvoje Miličević, Lazar Marjanović, Hrvoje Barišić, Davor Martinović, Milan Muminović, Amer Bekić, Matija Poredski, Ivan Ferenc, Igor Aničić, Mile Pehar, Ivan Bubalo, Toni Markić, Dario Krišto, Robert Grbavac | Dragan Perić, Branko Karačić                                      |
| 2013./14. | Ratko Dujković, Nikola Vasilj, Toni Pezo, Pero Stojkić, Anto Radeljić, Marin Aničić, Radosav Aleksić, Daniel Graovac, Ivo Zlatić, Zoran Brković, Zoran Belošević, Luka Franić, Ivan Ostojić, Ivan Crnov, Velibor Đurić, Vučina Šćepanović, Danijel Stojanović, Hrvoje Miličević, Srđan Savić, Hrvoje Barišić, Vedran Kantar, Milan Muminović, Amer Bekić, Deni Simeunović, Nebojša Popović, Igor Aničić, Mile Pehar, Marko Basara, Marin Vranjić, Ivan Mamić, Stevo Nikolić, Josip Jozić, Matej Rozić | Branko Karačić                                                    |
| 2014./15. | Ratko Dujković, Ivan Tirić, Zvonimir Blaić, Pero Stojkić, Anto Radeljić, Matija Katanec, Vedran Turkalj, Daniel Graovac, Ivo Zlatić, Zoran Brković, Aleksandar Radulović, Marin Galić, Dženan Durak, Ivan Crnov, Velibor Đurić, Vučina Šćepanović, Danijel Stojanović, Oliver Petrak, Pavle Sušić, Milan Muminović, Deni Simeunović, Mile Pehar, Marko Basara, Krešimir Kordić, Stevo Nikolić, Josip Jozić, Nejc Mevlja, Luka Tomaš, Ognjen Todorović, Sven Dedić, Nebojša Popović, Dejan Vukomanović | Branko Karačić, Mišo Krstičević, Vinko Marinović                  |
| 2015./16. | Ratko Dujković, Krešimir Bandić, Goran Karačić, Filip Lončarić, Kristijan Jajalo, Nikola Vasilj, Zvonimir Blaić, Pero Stojkić, Anto Radeljić, Daniel Graovac, Ivo Zlatić, Aleksandar Radulović, Ivan Peko, Vučina Šćepanović, Danijel Stojanović, Oliver Petrak, Milan Muminović, Deni Simeunović, Mile Pehar, Krešimir Kordić, Stevo Nikolić, Marin Vranjić, Ognjen Todorović, Miloš Žeravica, Miloš Aćimović, Miloš Filipović, Jasmin Mešanović, Stjepan Radeljić, Goran Zakarić, Neven Laštro, Tin Karamatić, Benjamin Čolić, Matija Katanec, Tomislav Tomić, Nemanja Bilbija, Filip Arežina                                                                                | Vinko Marinović                                                   |
| 2016./17. | Dalibor Kozić, Krešimir Bandić, Nikola Vasilj, Kenan Pirić, Benjamin Čolić, Mario Barić, Zvonimir Blaić, Slobodan Jakovljević, Jasmin Bogdanović, Daniel Graovac, Matija Katanec, Anto Radeljić, Pero Stojkić, Danijel Stojanović, Luka Lučić, Tonći Kukoč, Tomislav Tomić, Mate Pehar, Nermin Jamak, Ivan Peko, Oliver Petrak, Josip Miketek, Ognjen Todorović, Miloš Filipović, Matej Sivrić, Marijan Ćavar, Germain Kouadio, Miloš Žeravica, Filip Arežina, Nemanja Bilbija, Miloš Aćimović, Momčilo Mrkaić, Jasmin Mešanović, Toni Jović, Rijad Kobiljar, Saša Kajkut | Vinko Marinović, Ivica Barbarić, Blaž Slišković                   |
| 2017./18. | Krešimir Bandić, Ivan Trifković, Kenan Pirić, Antonio Soldo, Marin Galić, Mario Barić, Advan Kadušić, Slobodan Jakovljević, Neven Laštro, Hrvoje Barišić, Matija Katanec, Hrvoje Džijan, Luka Lučić, Pero Stojkić, Srđan Stanić, Semir Pezer, Frane Čirjak, Tonći Kukoč, Nardin Mulahusejnović, Mate Pehar, Nermin Jamak, Ismar Hairlahović, Šime Gržan, Ed Kevin Kokorović, Samir Bekrić, Salko Jazvin, Toni Jović, Ognjen Todorović, Miloš Filipović, Marko Perišić, Marijan Ćavar, Nemanja Bilbija, Nermin Hajdarević, Momčilo Mrkaić, Saša Kajkut, Haris Handžić, Hyon-Uk So, Miloš Aćimović, Marko Bencun, Kristijan Stanić                                               | Blaž Slišković                                                    |
| 2018./19. | Ivan Brkić, Antonio Soldo, Bruno Šutalo, Vasilije Kolak, Nemanja Bilbija, Pero Stojkić, Slobodan Jakovljević, Hrvoje Barišić, Ognjen Todorović, Miloš Filipović, Amer Bekić, Frane Čirjak, Igor Savić, Toni Jović, Advan Kadušić, Semir Pezer, Marin Galić, Edin Rustemović, Marko Perišić, Tomislav Barbarić, Neven Laštro, Ivan Čurjurić, Staniša Mandić, Marko Bencun, Samir Bekrić, Kristijan Stanić, Damir Šovšić, Dario Rugašević, Renato Gojković, Ismar Hairlahović, Eman Marković, Josip Miketek, Šime Gržan, Miloš Aćimović, Nermin Hajdarević, Dalibor Veselinović, Srđan Stanić, Abid Mujagić, Stefan Barić, Ante Vrljičak                                         | Ante Miše, Blaž Slišković                                         |
| 2019./20. | Ivan Brkić, Antonio Soldo, Dinko Horkaš, Kenan Topolović, Nemanja Bilbija, Pero Stojkić, Slobodan Jakovljević, Josip Ćorluka, Miloš Filipović, Damir Zlomislić, Mario Tičinović, Frane Čirjak, Advan Kadušić, Semir Pezer, Ivan Lendrić, Edin Rustemović, Tomislav Barbarić, Miljan Govedarica, Ivan Čurjurić, Staniša Mandić, Marko Bencun, Kristijan Stanić, Petar Kunić, Damir Šovšić, Dario Rugašević, Renato Gojković, Luis Ezequiel Ibáñez, Irfan Hadžić, Gabrijel Čoko, Miljan Škrbić, Tomislav Barišić, Asim Zec, Robert Mišković, Jasmin Čeliković, Ivan Jajalo | Hari Vukas, Nenad Gagro, Mladen Žižović                           |
| 2020./21. | Ivan Brkić, Miro Varvodić, Dinko Horkaš, Nemanja Bilbija, Pero Stojkić, Slobodan Jakovljević, Ognjen Todorović, Josip Ćorluka, Miloš Filipović, Damir Zlomislić, Mario Tičinović, Almir Bekić, Filip Arežina, Marin Magdić, Ivan Bašić, Anes Mašić, Tomislav Barbarić, Miljan Govedarica, Dragan Juranović, Ivan Enin, Dinko Trebotić, Josip Ivančić, Luis Ezequiel Ibáñez, Miljan Škrbić, Domagoj Pušić, Juraj Ljubić, Suad Sahiti, Domagoj Marušić, Blaž Bošković, Asim Zec, Zvonimir Vukoja, Rijad Sadiku, Zarija Lambulić, Ivor Krešić, Josip Gačić, Mateo Božić | Mario Ivanković, Mladen Žižović, Sergej Jakirović                 |
| 2021./22. | Antonio Soldo, Josip Čondrić, Luka Kukić, Nemanja Bilbija, Slobodan Jakovljević, Hrvoje Barišić, Josip Ćorluka, Damir Zlomislić, Mario Tičinović, Matija Malekinušić, Kerim Memija Ivan Jukić, Almir Bekić, Igor Savić, Franko Sabljić, Marin Magdić, Karlo Kamenar, Ivan Bašić, Anes Mašić, Niko Janković, Dragan Juranović, Danilo Šipovac, Antonio Prskalo, Irfan Hadžić, Gabrijel Čoko, Marko Tešija, Matej Šakota, Dejan Trajkovski, Madžid Šošić, Gojko Gadže, Petar Bojo, Ivan Marić, Gregor Gulišija, Anes Vazda | Sergej Jakirović                                                  |
| 2022./23. | Marko Marić, Josip Čondrić, Antonio Soldo, Marin Topić, Nemanja Bilbija, Slobodan Jakovljević, Hrvoje Barišić, Josip Ćorluka, Damir Zlomislić, Mario Tičinović, Matija Malekinušić, Kerim Memija, Mario Ćuže, Ivan Jukić, Antonio Ivančić, Almir Bekić, Igor Savić, Franko Sabljić, Tomislav Kiš, Marin Magdić, Karlo Kamenar, Silvio Ilinković, Petar Sučić, Niko Janković, Dragan Juranović, Matej Senić, Kristijan Stanić, Nikola Mandić, Antonio Prskalo, Irfan Hadžić, Domagoj Stranput, Marcel Ismajlgeci, Abdul Zubairu, Matej Šakota, Andrija Drljo, Milan Vukotić, Frana Maglica, Denis Marandici, Karim Gazzetta, Filip Brekalo, Adnan Bebrić                        | Sergej Jakirović, Krunoslav Rendulić                              |
| 2023./24. | Marko Marić, Goran Karačić, Omer Nir'on, Anis Sefi, Nemanja Bilbija, Slobodan Jakovljević, Hrvoje Barišić, Josip Ćorluka, Damir Zlomislić, Mario Tičinović, Toni Šunjić, Matija Malekinušić, Kerim Memija, Mario Ćuže, Ivan Jukić, Antonio Ivančić, Igor Savić, Franko Sabljić, Tomislav Kiš, Marin Magdić, Silvio Ilinković, Tarik Ramić, Nardin Mulahusejinović, Dario Čanađija, Matej Senić, Filip Bradarić, Stipe Radić, Aldin Hrvanović, Antonio Prskalo, Besart Abdurahimi, Sebastian Corda, Petar Mišić, Zvonimir Kožulj, Luka Marin, Mato Stanić, Lula Lukanić, Filip Brekalo, Anton Maglica, Marko Kozina, Andrija Balić, Ivica Batarelo, Nikola Marić, David Karačić | Krunoslav Rendulić, Mario Ivanković, Željko Petrović              |

## Poznati treneri i igrači

### Poznati igrači
- Miroslav Brozović
- Franjo Džidić
- Blaž Slišković
- Luka Modrić
- Armando Marenzi
- Mario Ivanković
- Sulejman Smajić
- Zoran Rajović
- Slaven Musa
- Ivica Matas
- Lamine Diarra
- Ivica Džidić
- Davor Landeka
- Damir Džidić
- Zajko Zeba
- Dušan Kerkez
- Romeo Mitrović
- Velimir Vidić
- Ivan Lendrić

### Poznati treneri
- Franjo Džidić
- Blaž Slišković
- Stjepan Deverić
- Dragan Jović
- Branko Karačić
- Sergej Jakirović

## Vanjske poveznice

### Sestrinski projekti
|  | Zajednički poslužitelj ima još gradiva o temi HŠK Zrinjski Mostar |

### Mrežna mjesta
- HŠK Zrinjski.ba Službena stranica kluba
- Zrinjski.info  Arhivirana inačica izvorne stranice od 26. rujna 2012. (Wayback Machine) Stranica navijača i simpatizera
- Ultras-Zrinjski.net Službena stranica navijača - Ultrasa